# Hadena dichroma
Hadena dichroma är en fjärilsart som beskrevs av Eugen Johann Christoph Esper 1790. Hadena dichroma ingår i släktet Hadena och familjen nattflyn. Inga underarter finns listade i Catalogue of Life.